# Ambrózie a nektar
Ambrózie (také ambrozie nebo ambrosie) a nektar jsou slova řeckého původu, která v řecké mytologii znamenají pokrm a nápoj bohů. Smrtelníkům, kteří je pozřou, dají nesmrtelnost a věčné mládí. V přeneseném významu se těmito slovy někdy označuje velmi chutné jídlo či lahodný nápoj. V botanice se názvem ambrozie označuje rod rostlin z čeledi hvězdnicovitých a názvem nektar cukernatá šťáva vyměšovaná květními žlázami rostlin k lákání opylujícího hmyzu.

## Význam, zmínky v mytologii a v Illiadě

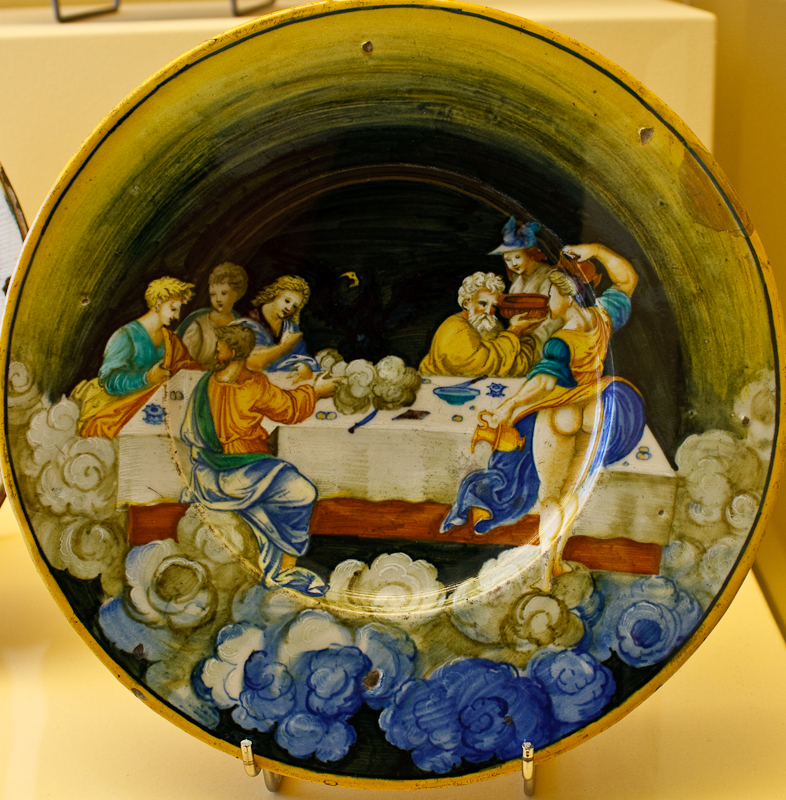
Hostina olympských bohů. Majolika, Nicola da Urbino 1530

Nektar jako nápoj věčného mládí, devětkrát sladší než med, bohové pijí místo vína. Ambrózii, jídlo dávající mládí, krásu i nesmrtelnost, užívají někdy bohové také jako čisticí a vonnou mast nebo k léčení ran (proto název ambrózie dávali starověcí lékaři různým životním elexírům nebo krášlícím prostředkům). Výjimečně ji bohové podle příběhů řecké mytologie poskytli i jiným, např. Tantalovi (ten ovšem nektar a ambrózii kradl a dělil se pak o ně se svými přáteli smrtelníky), nebo Achilleovi.
Podávání ambrózie a nalévání nektaru při hostinách v nádherných palácích, které na Olympu vybudoval Héfaistos, je úlohou bohyně Hébé.
V Homérově eposu Ilias se ambrózie a nektar používají jako prostředek balzamování: v jedné scéně (xvi. 670) Zeus přikázal Apollónovi pomazat božskou mastí tělo mrtvého reka Sarpédóna. Později v jiné scéně (xix. 38) mořská víla Thetis ambrózií a nektarem balzamuje tělo Patrokla.